# ワーム (伝説の生物)
ワーム またはウォーム(Worm) は、ヨーロッパの神話や民話に登場する伝説の生物である。古くは、WyrmやWurmともつづった。
しばしば脚を持たない、細長い蛇のようなドラゴンの一種を指すが、元々は大蛇を表す言葉である。なお、古英語の "Wyrm" は叙事詩『ベーオウルフ』やイングランド民話のなかではドラゴンとほとんど同義で使われる。しかしながら、最終的には英雄や騎士によって倒される運命である。リンドヴルムという語があるように、元は北欧の言葉である。
基本的にはドラゴンのような顔を持ち、地べたを這うヘビのようなものが多いが、例外的にはそれに鳥の羽が着いたような姿をしていることもある。狂暴で人間に有害であり、およそ全長の3分の2ぐらいの牙を持つ口から猛毒や炎を吐き、長い身体で巻き付いて締め付ける。

## 創作作品に登場するワーム
現代のファンタジー・ゲームなどでは、翼を持つが脚を持たないドラゴンの亜種を指す場合や、肉体の回復能力と共に強力なブレスを吐く「ストーアウォーム」(Stoor worm)のような、さらに年を経た強大な個体を指す場合もある。
『デューン 砂の惑星』を始めとするSFやファンタジーの世界では、ヤツメウナギのような円口類、あるいは口中に歯の生えた環形動物の如き野生動物もワームと称される。また、『マジック:ザ・ギャザリング』の舞台世界には、ミミズとイモムシをかけ合せたようなクローラー的なワームも存在する。これらワームの攻撃手段はたいてい噛み付き（もしくは丸呑み）などの近接で、ほとんどが特殊なブレスを使わないが、まれに毒液や消化液を吐く個体も存在する。
サイズは『装甲騎兵ボトムズ』に登場する惑星クエントの「砂モグラ」のような、長さ数メートルから十数メートル単位の個体が多いが、中には『デューン 砂の惑星』の「サンドワーム」や、『伝説巨神イデオン』に登場する、ドウモウスターの異星生物「ドウモウ」のように、長さ数百メートルからキロ単位の巨大な物も存在する。